# Vatuvou (Ort)
Vatuvou ist ein osttimoresischer Ort im Suco Vatuvou (Verwaltungsamt Maubara, Gemeinde Liquiçá). Er liegt im Westen der Aldeia Lissalara in einer Meereshöhe von 700 m. Straßen führen von hier aus in die Nachbarorte Lebulema im Norden, Bouraevei im Süden und eine andere Siedlung im Osten.
Im Vatuvou stehen eine Grundschule und das Hospital Cafe Timor Vatuvou.